# Браніштя (Мехедінць)
Браніштя (рум. Braniștea) — село у повіті Мехедінць в Румунії. Входить до складу комуни Браніштя.
Село розташоване на відстані 249 км на захід від Бухареста, 50 км на південний схід від Дробета-Турну-Северина, 67 км на захід від Крайови.

## Населення
За даними перепису населення 2002 року у селі проживали 1648 осіб, з них 1647 осіб (99,9%) румунів. Усі жителі села рідною мовою назвали румунську.